# Colonne sonore di Il mio vicino Totoro
Questa pagina raccoglie tutti i CD contenenti la colonna sonora del film d'animazione Il mio vicino Totoro, realizzata dal compositore Joe Hisaishi.

## Tonari no Totoro Saundotorakku Shuu
Tracce
1. Sampo (Opening Shudaika) - Azumi Inoue - 5:15
2. Gogatsu no Mura - 1:38
3. Obake Yashiki! - 1:23
4. Mei to Susuwatari - 1:34
5. Yuugure no Kaze - 1:00
6. Kowakunai - 0:43
7. Omimai ni Ikou - 1:22
8. Okaasan - Azumi Inoue - 1:06
9. Chiisana Obake - 3:54
10. Totoro - 2:49
11. Tsukamori no Taiju - 2:14
12. Maigo - Azumi Inoue - 3:48
13. Kaze no Toorimichi (Instrumental) - 3:16
14. Zubunure Obake - 2:33
15. Tsukiyo no Hikou - 2:05
16. Mei ga Inai - 2:31
17. Nekobasu - 2:11
18. Yokatane - 1:15
19. Tonari no Totoro (Ending Shudaika) - Azumi Inoue - 4:14
20. Sampo - Azumi Inoue & Suginami Children's Choir) - 	2:43

## Tonari no Totoro Imeeji Songu Shuu
Tracce
1. Tonari no Totoro - Azumi Inoue - 4:15
2. Kaze no Toorimichi - Suginami Children's Choir - 3:16
3. Sampo - Azumi Inoue & Suginami Children's Choir - 2:43
4. Maigo - Azumi Inoue - 3:48
5. Susuwatari - Suginami Children's Choir - 2:18
6. Nekobasu - Taku Kitahara - 3:08
7. ushigi Shiritori Uta - Kumiko Mori - 3:56
8. Okaasan - Azumi Inoue - 3:50
9. Chiisana Shashin - Joe Hisaishi - 3:10
10. Dondoko Matsuri - Azumi Inoue - 4:17
11. Kaze no Toorimichi (Instrumental) - Azumi Inoue - 3:15

## My Neighbor Totoro Orchestra Stories
Tracce
1. Sampo - 5:12
2. Gogatsu no Mura - 1:43
3. Susuwatari - Okaasan - 2:51
4. Totoro ga Ita - 2:44
5. Kaze no Toorimichi - 3:45
6. Maigo - 1:53
7. Nekobasu - 2:50
8. Tonari no Totoro - 3:59
9. Sampo - 4:35
10. Gogatsu no Mura - 1:36
11. Susuwatari - Okaasan - 2:42
12. Totoro ga Ita - 2:45
13. Kaze no Toorimichi - 3:42
14. Maigo - 2:01
15. Nekobasu - 2:26
16. Tonari no Totoro - 3:55

## Tonari no Totoro Saundo Bukku
Tracce
1. Kaze no Toorimichi (Acoustic Version)
2. Okaasan
3. Gogatsu no Mura
4. Sampo
5. Tonari no Totoro
6. Maigo
7. Susuwatari
8. Nekobasu
9. Chiisana Shashin
10. Kaze no Toorimichi

## Tonari no Totoro Hi-tech Series
Tracce
1. Tonari no Totoro - 5:10
2. Sampo - 3:59
3. Maigo - 3:29
4. Susuwatari - 4:20
5. Nekobasu - 4:10
6. Kaze no Toorimichi - 7:21
7. Gogatsu no Mura - 4:17
8. Okaasan - 4:25
9. Chiisana Shashin - 4:26

## Tonari no Totoro Dorama Hen
Tracce
Disco 1
1. Sampo
2. Gogatsu no Mura

Disco 1
1. Kaze no Toorimichi
2. Tonari no Totoro

## My Neighbor Totoro (CD Mini Album)
Tracce
1. Sampo
2. Kaze no Toorimichi
3. Sampo (Instrumental)
4. Kaze no Toorimichi (Instrumental)

## Tonari no Totoro Songu & Karaoke
Tracce
1. Tonari no Totoro - Azumi Inoue
2. Kaze no Toorimichi - Suginami Children's Choir
3. Sampo - Azumi Inoue & Suginami Children's Choir
4. Maigo - Azumi Inoue
5. Susuwatari - Suginami Children's Choir
6. Nekobasu - Taku Kitahara
7. Fushigi Shiritori Uta - Kumiko Mori
8. Okaasan - Azumi Inoue
9. Chiisana Shashin - Joe Hisaishi
10. Dondoko Matsuri - Azumi Inoue
11. Tonari no Totoro (Karaoke)
12. Kaze no Toorimichi (Karaoke)
13. Sampo (Karaoke)
14. Maigo (Karaoke)
15. Susuwatari (Karaoke)
16. Nekobasu (Karaoke)
17. Fushigi Shiritori Uta (Karaoke)
18. Okaasan (Karaoke)
19. Chiisana Shashin (Karaoke)
20. Dondoko Matsuri (Karaoke)
21. Sampo (Music Box version)

## Tonari no Totoro Piano Soro Arubamu
Tracce
1. Sampo - 2:53
2. Gogatsu no Mura - 1:36
3. Kaze no Toorimichi (Instrumental) - 3:21
4. Tonari no Totoro - 3:45
5. Kaze no Toorimichi - 3:10
6. Maigo - 4:02
7. Susuwatari - 1:53
8. Okaasan - 4:02
9. Chiisana Shashin - 3:26
10. Sampo, Migi Te Renshuu-you - 2:57
11. Sampo, Hidari Te Renshuu-you - 2:55
12. Tonari no Totoro, Migi Te Renshuu-you - 3:45
13. Tonari no Totoro, Hidari Te Renshuu-you - 3:45